# František Udržal

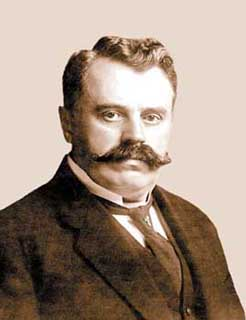
František Udržal

František Udržal (1 de janeiro de 1866 em Dolní Roveň, Distrito de Pardubice, Boêmia - 25 de abril de 1938 em Praga) foi um político checoslovaco.
Como membro e líder do poderoso Partido Agrário, sua carreira política começou como membro do parlamento local da Boêmia. Eleito para o parlamento da Áustria-Hungria, e após o fim da Primeira Guerra Mundial, foi eleito deputado da Checoslováquia independente. Atuou por sete anos como ministro da Defesa (1921-1929) e, quatro anos como primeiro-ministro da Checoslováquia (1 de fevereiro de 1929 - 24 de outubro de 1932) em dois períodos.